# Utilladelig spillemåde (fodbold)
Utilladelig spillemåde i fodbold refererer til forseelser, som dommeren anser for utilladelige. Reglen er beskrevet i fodboldlovens §12.

## Typer af forseelser
Hvis man overtræder reglerne for tilladt spillemåde, tildeles modstanderne enten et frispark, der enten kan være direkte eller indirekte efter overtrædelsens karakter.

### Forseelser til direkte frispark
Der dømmes direkte frispark, hvis en spiller begår en af nedenstående forseelser mod en modspiller på en måde, der er satset, hensynsløs eller med unødig stor kraft:
- Angriber med skulderen
- Springer på
- Sparker eller forsøger at sparke
- Puffer
- Slår eller forsøger at slå (omfatter også at nikke en skalle)
- Tackler eller angriber med en anden del af kroppen
- Spænder ben eller forsøger at spænde ben.[2]

Hvis en forseelse medfører fysisk kontakt, er straffen et direkte frispark eller straffespark.
Der dømmes direkte frispark til modspillerne, hvis en spiller begår én af følgende forseelser:
- Forsætligt spiller bolden med hånd eller arm (dette gælder ikke målmanden inden for eget straffesparksfelt).
- Holder en modspiller.
- Bremser en modspiller med fysisk kontakt
- Spytter efter en modspiller.[3]

Hvis en spiller begår en forseelse til direkte frispark i eget straffesparksfelt, dømmes straffespark.

#### Spille bolden med hånd eller arm
Det at spille bolden med hånd eller arm indebærer en forsætlig handling for den spiller, hvis arm får kontakt med bolden.
Følgende kriterier skal dommeren gøre sig betragtninger om:
- Håndens bevægelse mod bolden – eller boldens bevægelse mod hånden
- Afstanden mellem spilleren og bolden (kommer bolden hurtigt eller uventet ?)
- Håndens position alene betyder ikke nødvendigvis, at der foreligger en forseelse
- Det er også en forseelse at spille bolden med en genstand, som holdes i hånden (f.eks. tøj, benskinne)
- Det er også en forseelse at ramme bolden med en genstand, som kastes (f.eks. støvle, benskinne).[3]

### Forseelser til indirekte frispark
Der dømmes indirekte frispark til modspillerne, hvis en spiller begår en af følgende forseelser:
- Spiller på en måde, som er farlig
- Spærrer vejen for en modspiller uden fysisk kontakt
- Ved ord eller handling protesterer ved brug af fornærmende, hånende eller upassende sprog og / eller tegn, eller andre verbale forseelser
- Forhindrer målmanden i at frigøre bolden til spil fra hænderne, eller sparker / forsøger at sparke til bolden, når målmanden er i færd med at frigøre den til spil
- Begår nogen anden forseelse, som ikke er nævnt i loven, og for hvilken dommeren standser spillet for at advare eller udvise en spiller.[3]

#### Forseelser til indirekte frispark begået af målmanden
Der dømmes indirekte frispark til modspillerne, hvis målmanden begår en af følgende forseelser i eget straffesparksfelt:
- Har kontrol over bolden med hænderne i mere end 6 sekunder, før han frigør den til spil[a]
- Rører bolden med hænderne
  - efter at have frigjort den til spil, men før den har rørt en anden spiller
  - efter at den forsætligt med foden er sparket til ham af en medspiller
  - efter at have modtaget bolden direkte fra et indkast, udført af en medspiller.[4]

Målmanden må ikke angribes af en modspiller, når målmanden har bolden under kontrol.

## Personlig straf
Dommeren kan advare eller udvise en spiller ved at vise enten det gule kort eller det røde kort.